# ナイト・チャイルド
『ナイト・チャイルド』（What the Peeper Saw、もしくはNight Hair Child）は、1972年の映画。早熟な少年による異常行動に追い詰められていく義母を描いたサイコ・サスペンス作品である。出演はマーク・レスターやブリット・エクランドなど。

## あらすじ
マドリード郊外に住む作家ポールは、パリで会ったエリゼを後妻に迎える。さて、家を空けがちなポールには死んだ先妻のサラとの間にマーカスという息子がいた。
普段彼は寄宿学校に通っているが、水疱瘡の患者が出たことで学期休みが前倒しとなり、ポールの家でエリゼと顔を合わせる。マーカスは物静かな性格をしている一方、大人をじろじろ見てくるため、エリゼは気味悪がっていた。やがて、エリゼが来てからというものの、机の中のお金や郵便物の一部がなくなるという出来事が起き、エリゼは不安を覚える。エリゼはパリから戻ってきたポールに相談するが、サラの死から立ち直れないためだと返ってくる。
ポールがパリに向かった後、エリゼはマーカスの通う学校の校長に相談し、彼が奇行ゆえに放校処分になっていたことが判明する。その後、エリゼはポールの知人宅で開かれたパーティーで、サラの死因が事故ではなく殺人かもしれないとう噂を耳にするが、それをポールに話しても、あいまいな回答しか返ってこなかった。そして、エリゼはサラの知人ソフィから「2年前のマーカスの誕生日に、サラが入浴していた浴槽の蛇口に電気が仕込まれており、彼女はそれで感電死した。ポールはその家を売り払い、マドリードに住んでいる」という話を聞く。それ以来、エリゼは恐怖からノイローゼになり、アルコール依存症になる。さらにその後、マーカス本人の口から同様のことが語られ、彼がサラを殺したことが明らかとなる。
冬、エリゼと散歩していたマーカスは、彼女にポールにかけられた保険金の額をたずねる。怖くなった彼女は手にしたボールを投げて飼い犬に追わせる。マーカスは飼い犬を追いかけたところを車にはねられ、死亡する。

## キャスト
※括弧内は日本語吹替（初回放送1975年3月6日『木曜洋画劇場』）
- マーカス：マーク・レスター（平井道子[2]）
- エリゼ：ブリット・エクランド（武藤礼子）
- ポール：ハーディ・クリューガー（寺島幹夫）
- ドクター・ヴィオーネ：リリー・パルマー（来宮良子）
- 校長：ハリー・アンドリュース
- ソフィー：コンチタ・モンテス
- サラ：コレット・ジャック